# Ingrid Ylva

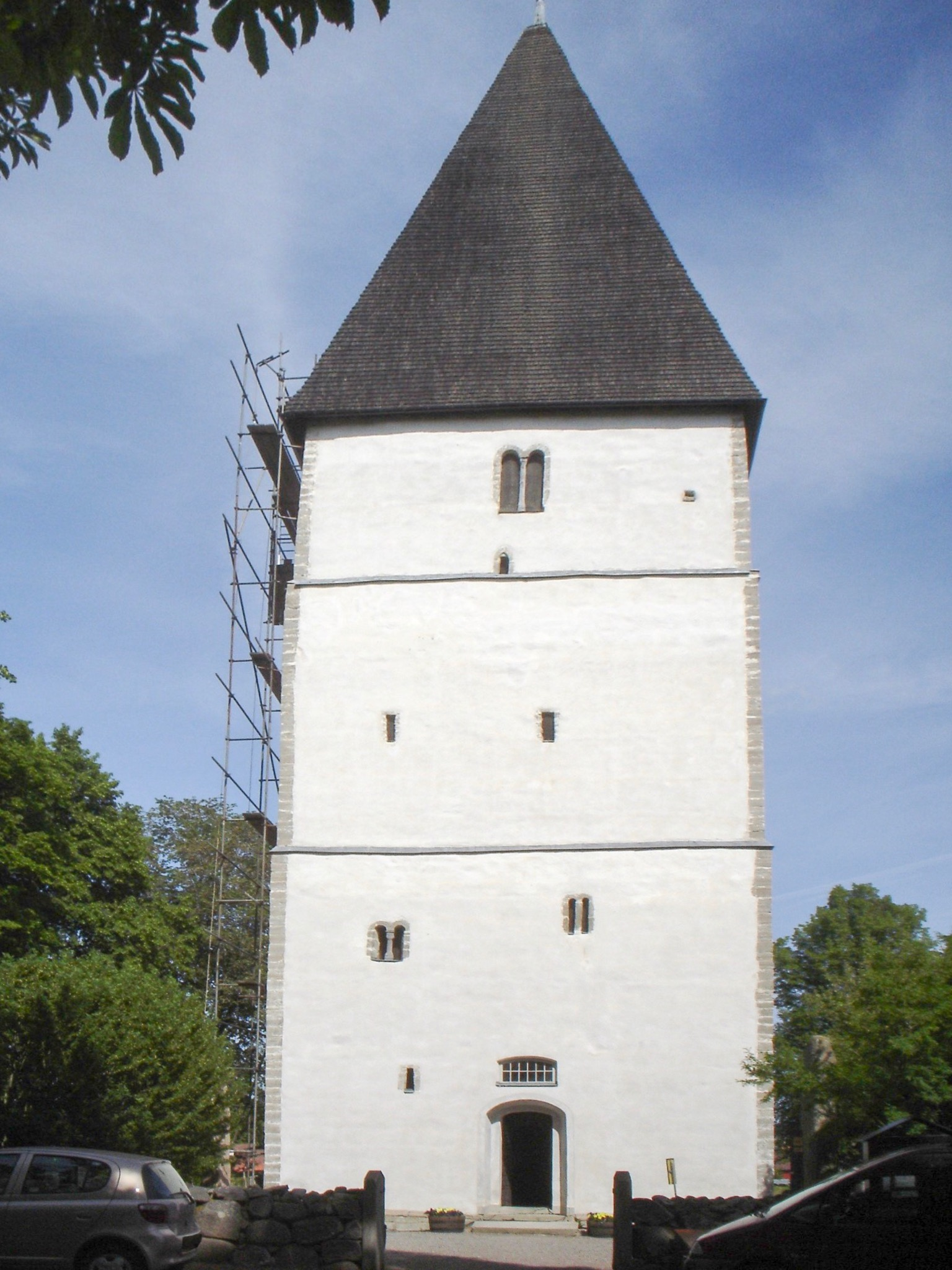
L'église de Bjälbo et la tour d'Ingrid Ylva.

Ingrid Ylva de Bjälbo (née vers dans la décennie 1180, morte entre 1250/1255), est une noble suédoise épouse de  Magnus Minnesköld de Bjälbo et mère du régent  Birger Jarl. Ses dates de naissance et de décès sont imprécises une tradition la fait mourir le 26 octobre 1252 ce qui semble correspondre à la date de son inhumation on estime actuellement qu'elle meurt en 1251

## Biographie
Olaus Petri, affirme qu'elle est la fille de Sune Sik le fils de Sverker l'ancien de la maison de Sverker un fait qui n'est ni confirmé ni démenti par la documentation disponible mais qui n'est pas relevé par Johann Bureus qui transcrit la même source qu'Olaus Petri. Les historiens modernes Nils Ahnlund et Mark Lindberg ne rejettent pas cette hypothèse. Sa mère est totalement inconnue En ce qui concerne son épithèque « Ylva » Åke Ohlmarks  émet l'hypothèse qu'il serait originaire d'Östergötland et le rapproche de l'antique dynastie des « Ylvingarna ». Le nom est une forme féminine de « Ulf » et signifie « louve » les sources latine utilisent d'ailleurs la forme Ingrid Lupa 
Ingrid Yla épouse Magnus Minnesköld de Bjelbo, dont elle est sans doute la seconde femme. Plusieurs des fils de ce dernier et de sa première épouse inconnue, élevés par Ingrid Ylva, occupent de hautes fonctions et bénéficient d'un grand pouvoir: Eskil Magnusson devient membre du conseil de régence du roi Johann Sverkersson et « Lagman » de Wästergötland, Karl Magnusson et Bengt Magnusson sont tous deux successivement évêques de Linköping entre 1216 et 1237 et enfin son propre fils Birger devient Jarl de Suède en 1248, et est plus tard le père et régent du roi .
Devenue sans doute veuve en 1208, elle gère très bien ses domaines de  Bjälbo comme chef de famille, du fait que certains de ses beau-fils sont encore mineurs. Elle favorise le sanctuaire de son lieu de séjour préféré la tour adjacente à l'église, à laquelle elle fait don d'une cloche; selon la tradition, elle réside souvent dans cette tour pendant les périodes d'insécurité. Vers 1235, son fils Birger épouse la princesse Ingeborg Eriksdotter, sœur du roi Erik Eriksson, et en 1250, il devient régent du royaume de Suède comme père du jeune roi Valdemar Birgersson. On ignore sir Ingrid Ylva est encore en vie à cette époque, bien que l'on pense quelle est encore présente. Cependant il semble quelle ne joue plus aucun rôle à la cour royale, et préfère probablement résider dans ses domaines. Il a été rapporté qu'elle avait épousé en secondes noces un homme dont en ignore l'identité avec lequel elle aurait eu un autre fils Elof Vingad Pil, d'autres sources prétendent quelle demeure veuve.